# Georg Anton Krohg (militär)
Georg Anton Krohg (skrev sig själv Krogh), född den 1 november 1734, död den 12 augusti 1797, var en norsk officer, bror till Nicolai Frederik Krohg, far till Christian Krohg.
Krohg inträdde i danska armén 1757 och blev slutligen överstelöjtnant. Han utmärkte sig som "generalveimester" 1767-86 i Akershus och Kristiansands stift, då han i samarbete med brodern och Peder Anker nybyggde stora delar av vägnätet.